# عبد الوافي لفتيت
عبد الوافي لفتيت (مواليد 29 سبتمبر 1967) هو سياسي مغربي يحسب على التكنوقراط. ويشغل حاليا منصب وزير الداخلية في الحكومة المغربية. عينه الملك محمد السادس في هذا المنصب يوم 5 أبريل 2017. وهو غير منتمٍ لأي حزب كما درجت على ذلك العادة في اختيار وزراء الداخلية بالمغرب.

## حياته العلمية والعملية
- نال دبلوم مدرسة «البوليتكنيك» في باريس عام 1989، ودبلوم المدرسة الوطنية للقناطر والطرق في المدينة نفسها عام 1991.
- إلتحق بمكتب استغلال الموانئ ليعين بين سنتي 1992 و2002 على رأس مديرية الموانئ على التوالي بكل من أكادير وآسفي وطنجة.
- وبتاريخ فاتح ماي 2002 تم تعيينه مديرا للمركز الجهوي للاستثمار بطنجة - تطوان.
- 13 سبتمبر 2003 عينه الملك محمد السادس عاملا (رتبة أقل من محافظ) على إقليم الفحص أنجرة في أقصى الشمال الغربي،
- وعين في أكتوبر 2006 عاملا على إقليم الناظور بمنطقة الريف.
- عينه الملك يوم 9 مارس 2010 رئيسا مديرا عاما لشركة التهيئة من أجل إعادة توظيف المنطقة المينائية لطنجة المدينة.
- 24 يناير 2014: عينه الملك واليا على جهة الرباط سلا زمور زعير، وعاملا على عمالة الرباط،
- ثم عينه الملك يوم 5 أبريل 2017 وزيرا للداخلية،

## حياته العائلية
- السيد عبد الوافي لفتيت متزوج وأب أربعة أبناء.

## شراكات عمل وقعها
- بتاريخ 14 أبريل استقبل وزير الداخلية عبد الوافي لفتيت، بالرباط السيد برونو روتايو وزير الداخلية بالجمهورية الفرنسية، حيث تباحث الطرفان سبل تعزيز آفاق التعاون الثنائي خاصة في المجال الأمني ومجال مكافحة الهجرة الغير شرعية؛ مع إعلان الشراكة الاستثنائية المعززة الذي وقعه الملك محمد السادس، والسيد إيمانويل ماكرون، رئيس الجمهورية الفرنسية.[3] [4] [5] [6]

## التهكير
أثارت عملية تفويت المدير الجهوي لأملاك الدولة في الرباط، لبقعة أرضية، مساحتها قرابة 4000 متر مربع، لفائدة والي الرباط، ابن منطقة الريف عبد الوافي لفتيت، بثمن بخس، قيمته 350 درهم للمتر المربع، ردودا كثيرة على مواقع التواصل الاجتماعي بالرغم من صمت المعني بالامر والاحزاب السياسية التي تجنبت الحديث في الموضوع خاصة بعد خروج بلاغ مشترك بين وزارتي الداخلية والمالية يدافع عن «خادم الدولة» لفتيت.
و كان الوزيران حصاد وبوسعيد قد دافعا عن استفادة لفتيت بهذه الغنيمة في بلاغ رسمي، صدر يوم امس الأحد، مؤكدين إن الأمر يتعلق بـ «شراء قطعة أرضية تابعة للملك العمومي، موضحة أن هذه القطعة الأرضية جزء من تجزئة سكنية، مخصصة لموظفي وخدام الدولة، مند عهد الملك الحسن الثاني»، وهو ما زاد من حدة الانتقادات لتخرج وثائق تؤكد استفادة العديد من الشخصيات أو ما بات يعرف بـ«خدام الدولة» ببقه ارضية تابعة للدولة بثمن بخس.
ويستمر والي الرباط، لحدود هذه الأثناء، في ضرب جدار الصمت المطبق، إزاء عملية التفويت “الغامضة”، على الرغم من التسخين الإعلامي، وما صاحبه من صخب على مواقع التواصل الاجتماعي. عين في 2017 وزيرا للداخلية. وصف أبناء منطقته، منطقة الريف، المشاركين في الحراك المطالب بالحقوق بالانفصالين.